# Rob Slotemaker

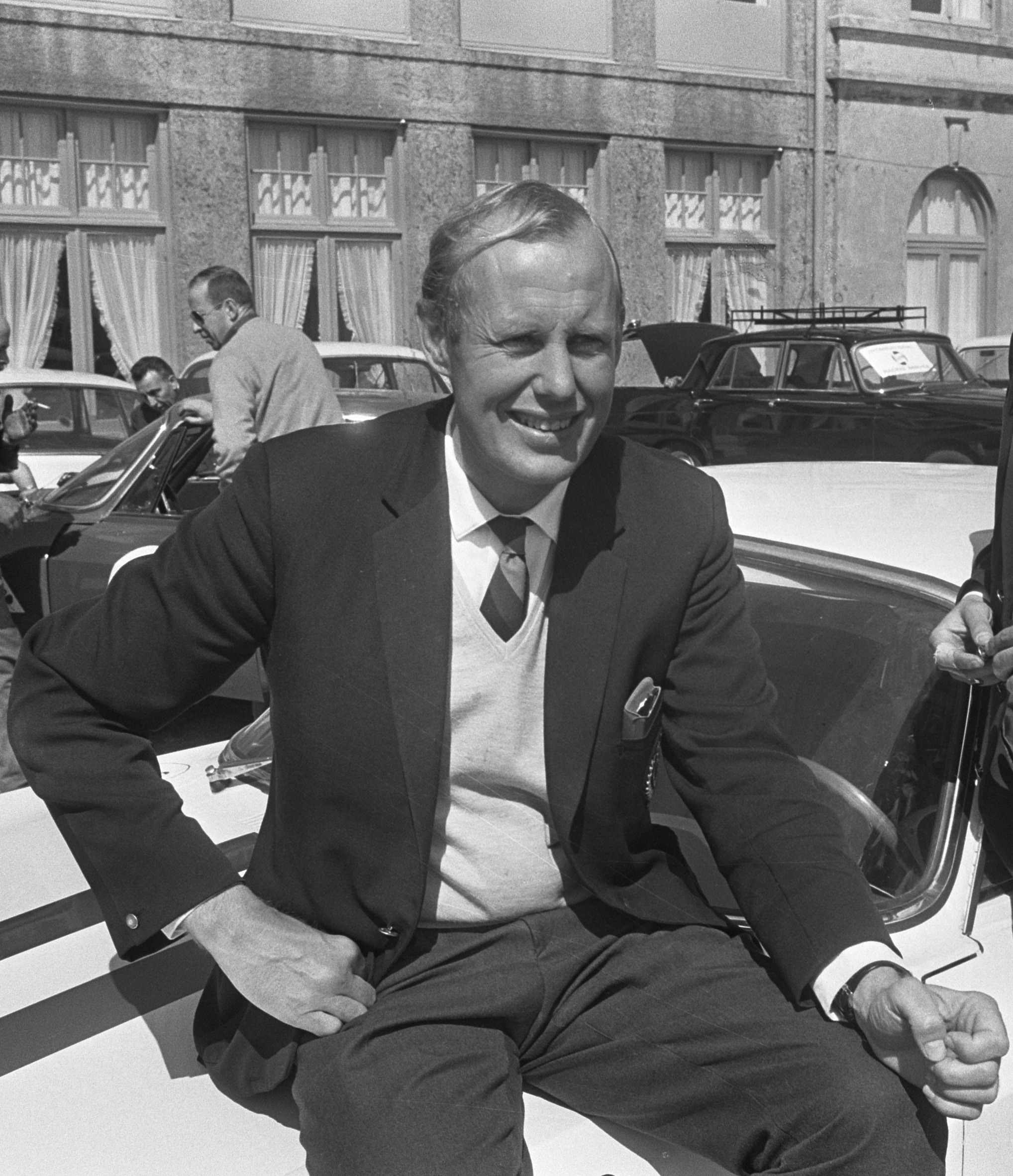
Rob Slotemaker 1966

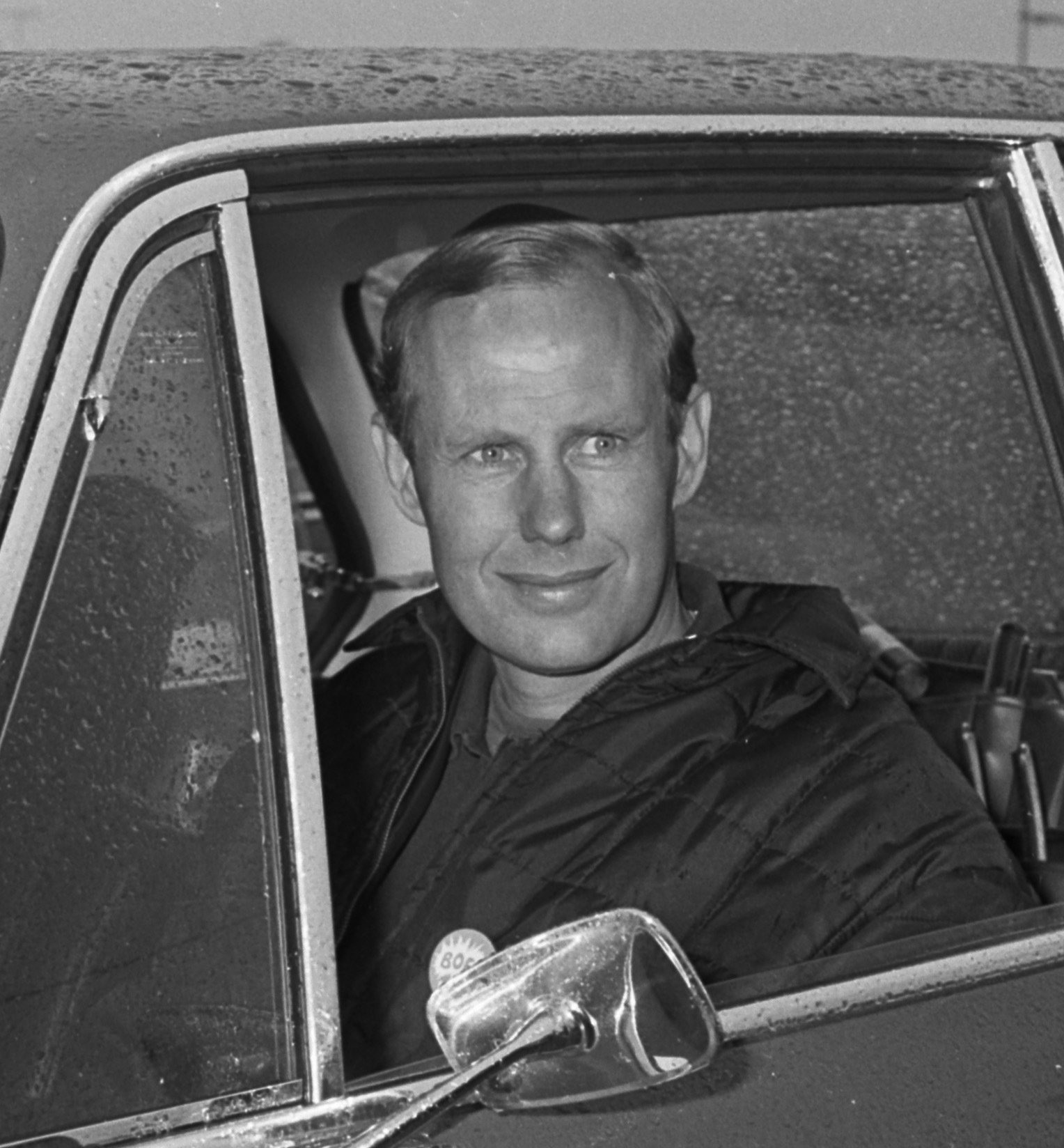
Rob Slotemaker 1968

Adriaan Robert „Rob“ Slotemaker (* 13. Juni 1929 in Batavia; † 16. September 1979 auf der Rennstrecke von Zandvoort) war ein niederländischer Autorennfahrer.

## Karriere im Sportwagen
Rob Slotemaker, der von seinen Rennfahrerkollegen den Spitznamen „Sloot“ bekam, begann seine Rennkarriere Mitte der 1950er-Jahre. Nach nationalen Clubrennen in seinem Heimatland bestritt er 1954 bei der Rallye Monte Carlo seine erste internationale Motorsportveranstaltung. Nach einigen Erfolgen bei Sportwagenrennen unterschrieb er 1960 einen Werksvertrag bei der Standard Motor Company und ging mit Fahrzeugen der Marke Triumph bei internationalen Sportwagenrennen an den Start. 1961 gab er sein Debüt beim 24-Stunden-Rennen von Le Mans und beendete das Rennen gemeinsam mit Partner Les Leston als Elfter der Gesamtwertung. Bei diesem Langstreckenrennen war er insgesamt fünfmal am Start; der elfte Rang 1961 blieb seine beste Platzierung in der Gesamtwertung. Für das Triumph-Werksteam wurde er außerdem 1964 Fünfzehnter bei der Tour de France für Automobile. Im selben Jahr wurde er Gesamtsiebter beim 12-Stunden-Rennen von Reims. Den Erfolg in Reims und den folgenden vierten Gesamtrang beim  1000-km-Rennen von Monza 1965 fuhr er bereits für seinen neuen Arbeitgeber, das Racing Team Holland, ein. Dort wurde Ben Pon zu seinem ständigen Teampartner. 1964 hatte er bei der Coppa Inter-Europa in Monza sein erstes internationales Sportwagenrennen gewonnen, dem bis in die 1970er-Jahre noch viele folgten.
Slotemaker fuhr Rennen in der Sportwagen-Weltmeisterschaft, der Tourenwagen-Europameisterschaft und der niederländischen Tourenwagenmeisterschaft. Er steuerte dabei so unterschiedliche Wagen wie die Porsche 904 und 908, den Alfa Romeo Tipo 33, den BMW 3.0CSL, den Opel Kadett GTE, den Ford Escort und den DAF 55.

## Rennen im Monoposto
Neben seinen Aktivitäten im Sport- und Tourenwagensport bestritt der Niederländer auch einige Monoposto-Rennen. 1964 fuhr er für das damals noch junge Team von Ken Tyrrell Rennen in der Formel Junior. 1965 wurde er auf einem Brabham BT15 Siebter beim Formel-3-Rennen in Monaco. 1966 erhielt er von Tim Parnell die Einladung, in Silverstone einen Formel-1-Lotus 33 zu testen. Schon nach wenigen Runden brach die vordere Aufhängung und er hatte einen schweren Unfall, den er allerdings fast unbeschadet überstand. Nach einer Nacht im Krankenhaus, wo seine Prellungen behandelt wurden, konnte er wieder entlassen werden.
Slotemaker verstand sich immer als Amateurrennfahrer, der sich nie als Vollzeitprofi betätigte. Schon 1954 hatte er eine Rennfahrerschule gegründet, die sein wirtschaftliches Standbein wurde. Einer seiner Instruktoren war der junge talentierte niederländische Rennfahrer Wim Loos, der sein Leben bei einem tödlichen Unfall beim 24-Stunden-Rennen von Spa-Francorchamps 1967 verlor. Auch der spätere Formel-1-Pilot und Le-Mans-Sieger von 1988 Jan Lammers ging aus dieser Rennfahrerschule hervor.

## Tod in Zandvoort
Rob Slotemaker verunglückte 1979 bei einem relativ unbedeutenden Rennen in Zandvoort tödlich. Der schwedische Camaro Superstar Cup machte im September 1979 Station in Zandvoort. In dieser Rennserie fuhren bekannte schwedische Rennfahrer wie Reine Wisell, Ulf Norinder und Ulf Granberg mit Chevrolet Camaro gegeneinander. In Zandvoort wurde das Feld mit sechs heimischen Piloten, darunter Slotemaker, aufgefüllt. Nach einem Unfall von Michael Strauch stand das Medical-Car an einer unübersichtlichen Stelle der Strecke knapp auf der Fahrbahn. Slotemaker übersah das Fahrzeug und prallte dagegen. Dabei brach er sich das Genick und starb noch an der Unfallstelle.

## Statistik

### Le-Mans-Ergebnisse
| Jahr | Team             | Fahrzeug           | Teamkollege   | Platzierung | Ausfallgrund  |
| ---- | ---------------- | ------------------ | ------------- | ----------- | ------------- |
| 1961 | Standard Triumph | Triumph TR4S       | Les Leston    | Rang 11     |               |
| 1964 | Standard Triumph | Triumph Spitfire   | David Hobbs   | Rang 21     |               |
| 1965 | Standard Triumph | Triumph Spitfire   | David Hobbs   | Ausfall     | Unfall        |
| 1968 | Racing Team VDS  | Alfa Romeo T33/2   | Teddy Pilette | Ausfall     | Antriebswelle |
| 1969 | Racing Team VDS  | Alfa Romeo T33/2.5 | Teddy Pilette | Ausfall     | kein Öldruck  |

### Einzelergebnisse in der Sportwagen-Weltmeisterschaft
| Saison | Team                                               | Rennwagen                    | 1   | 2   | 3   | 4   | 5   | 6   | 7   | 8   | 9   | 10  | 11  | 12  | 13  | 14  | 15  | 16  | 17  | 18  | 19  | 20  | 21  | 22  |
| ------ | -------------------------------------------------- | ---------------------------- | --- | --- | --- | --- | --- | --- | --- | --- | --- | --- | --- | --- | --- | --- | --- | --- | --- | --- | --- | --- | --- | --- |
| 1961   | Standard Triumph                                   | Triumph TR4                  | SEB | TAR | NÜR | LEM | PES |     |     |     |     |     |     |     |     |     |     |     |     |     |     |     |     |     |
| 1961   | Standard Triumph                                   | Triumph TR4                  | 11  |     |     |     |     |     |     |     |     |     |     |     |     |     |     |     |     |     |     |     |     |     |
| 1962   | Ben Pon TVR                                        | Porsche 356 TVR Grantura     | DAY | SEB | SEB | MAI | TAR | BER | NÜR | LEM | TAV | CCA | RTT | NÜR | BRI | BRI | PAR |     |     |     |     |     |     |     |
| 1962   | Ben Pon TVR                                        | Porsche 356 TVR Grantura     |     |     |     |     |     |     | DNF |     |     |     | DNF |     |     |     | 8   |     |     |     |     |     |     |     |
| 1963   | Daniel Richmond Chris Lawrence                     | Mini Morgan Plus 4           | DAY | SEB | SEB | TAR | SPA | MAI | NÜR | CON | ROS | LEM | MON | WIS | TAV | FRE | CCE | RTT | OVI | NÜR | MON | MON | TDF | BRI |
| 1963   | Daniel Richmond Chris Lawrence                     | Mini Morgan Plus 4           |     |     |     | 25  |     |     | 26  |     |     |     |     |     |     |     |     |     |     |     |     |     |     |     |
| 1964   | Standard Motor Company Racing Team Holland Ben Pon | Triumph Spitfire Porsche 904 | DAY | SEB | TAR | MON | SPA | CON | NÜR | ROS | LEM | REI | FRE | CCE | RTT | SIM | NÜR | MON | TDF | BRI | BRI | PAR |     |     |
| 1964   | Standard Motor Company Racing Team Holland Ben Pon | Triumph Spitfire Porsche 904 |     |     |     |     |     |     |     |     | 21  | 7   |     |     |     |     |     | 1   | 15  |     |     | 6   |     |     |
| 1965   | Racing Team Holland Triumph                        | Porsche 904 Triumph Spitfire | DAY | SEB | BOL | MON | MON | RTT | TAR | SPA | NÜR | MUG | ROS | LEM | REI | BOZ | FRE | CCE | OVI | NÜR | BRI | BRI |     |     |
| 1965   | Racing Team Holland Triumph                        | Porsche 904 Triumph Spitfire |     |     |     | 4   |     |     |     | DNF |     |     |     | DNF |     |     |     |     |     |     |     |     |     |     |
| 1968   | Racing Team VDS                                    | Alfa Romeo T33               | DAY | SEB | BRH | MON | TAR | NÜR | SPA | WAT | ZEL | LEM |     |     |     |     |     |     |     |     |     |     |     |     |
| 1968   | Racing Team VDS                                    | Alfa Romeo T33               |     |     |     |     | 5   | 29  | 12  |     |     | DNF |     |     |     |     |     |     |     |     |     |     |     |     |
| 1969   | Racing Team VDS                                    | Alfa Romeo T33               | DAY | SEB | BRH | MON | TAR | SPA | NÜR | LEM | WAT | ZEL |     |     |     |     |     |     |     |     |     |     |     |     |
| 1969   | Racing Team VDS                                    | Alfa Romeo T33               |     |     | 9   | 8   |     | 6   | DNF | DNF |     | DNF |     |     |     |     |     |     |     |     |     |     |     |     |
| 1979   | Hans Maasland                                      | BMW 530                      | DAY | SEB | TAL | MUG | DIJ | RIV | SIL | NÜR | LEM | PER | DAY | WAT | SPA | BRH | ROA | VAL | ELS |     |     |     |     |     |
| 1979   | Hans Maasland                                      | BMW 530                      |     |     |     |     |     |     |     |     |     | DNF |     |     |     |     |     |     |     |     |     |     |     |     |